# Am Rande der Großstadt
Am Rande der Großstadt er en tysk stumfilm fra 1922 af Hanns Kobe.

## Medvirkende
- Evi Eva
- Fritz Kortner
- Rudolf Forster
- Grete Diercks
- Georg August Koch
- Ernst Rotmund
- Emilia Unda
- Hertha von Walther